# الجزو (المخادر)

تعديل مصدري - تعديل

الجزو محلة تابعة لقرية القلعة، التابعة لعزلة بني سرحة بمديرية المخادر إحدى مديريات محافظة إب في الجمهورية اليمنية، بلغ تعداد سكانها 41 حسب تعداد اليمن لعام 2004.